# Ayidini Abala
 (mai 2021).
Pour les articles homonymes, voir Abala.
Alexandre Ayidini Abala, né le 15 juillet 1927 au Congo-Kinshasa dans l'actuelle province de l'Ituri, est un pasteur évangélique pentecôtiste. Il est le  premier représentant de la Fraternité Évangélique Pentecôtiste en Afrique et au Congo (Fepaco/Nzambe Malamu). Il est surtout connu comme « Le père du réveil évangélique en République Démocratique Congo, ».

## Biographie
Alexandre Aidini Abala est né à Ngibi, dans la collectivité des Kaliko-Omi du territoire d'Aru en Ituri (Congo), le 15 juillet 1927. Son père, Abala, marié à trois femmes dont sa mère, Odjia, première de cette liste, sont des Païens. Deux des femmes de son père sont mortes brûlées avec leurs enfants,.
Sa mère n'arrivait pas à avoir d'enfant avant de le mettre au monde. À sa naissance, on lui donne le nom d’Ayidini qui signifie « Dieu Créateur »,.
Il commence ses études primaires à l’âge de quinze ans dans une école protestante des missionnaires de la communauté évangélique au centre de l'Afrique (CECA-20), cette église est une branche de l'Église du Christ au Congo (ECC),.
Il étudie des extraits bibliques dont l'un attire son attention « Nzela ya Kondima » traduit comme « La Voie de la Foi ». Un passage de Marc 16:15-18 l'intéresse et le pousse à faire ses recherches auprès des autorités de son école pour obtenir des réponses.
Ne recevant pas des réponses satisfaisantes, il quitte son établissement et rentre dans son village et se détourne de la religion.
A dix huit ans, il obtient un travail auprès de Van Dolmer, un sujet belge qui travaille à Kilo-Moto au nord-est de la République démocratique du Congo, mais quand vient la Deuxième guerre mondiale et que Van Dolmer doit retourner en Belgique. Aidini quittera le Congo après la guerre pour aller chercher un emploi en Ouganda à Kampala où il retrouve Van Dolmer qui travaillait à l'ambassade de la Belgique et devient son chauffeur.
Dans une campagne d'évangélisation à Mombasa au Kenya, une campagne évangélique de délivrance, tenue par T.L. Osborn, on cite le récit du livre de Marc 16:15-18 et Aidini quitte le 3 février 1957 Kampala pour aller perturber la compagne, accompagnée d'une femme aveugle pour voir si elle y pourra être guérie,. Après la guérison souhaitée, il se convertit le même jour et est baptisé 22 février 1957 Par T.L.Osborn, ainsi cet événement marque le début de son Ministère,.

### Ministère
Aidini commence son ministère à 30 ans en 1957. Il fait sa première prédication sur le rond-point Huilerie . Par la suite, il fonde l’église FEPACO - NZAMBE MALAMU (Dieu est BON) à Kinshasa dans la commune de Lingwala. Il prêche également l’Évangile, en République démocratique du Congo et dans divers pays du monde. Son ministère a duré quarante années, dont dix ans à l'extérieur du pays et trente en République Démocratique du Congo.
Il décède en Afrique du sud en 1997,.

## Vie privée
Ayidini Abala Alexandre est marié religieusement à sa femme ougandaise Amvuko dans la ville de Kampala le 4 avril 1966. De cette union naissent neuf enfants, dont Night Odjia Aidini, Vicky Amaru Aidini, Obhinyati Aidini, Erego Aidini, Mamy Endrisia Aidini et Fey Amviko Aidini.